# Byōsoku go centimetre
Byōsoku go centimetre (秒速５センチメートル, Byōsoku go senchimetoru, 'Fem centimeter per sekund'; engelska: 5 Centimeters Per Second?) är en japansk animefilm från 2007 regisserad av Makoto Shinkai. Filmen består av tre delar och sammanlagt en timme lång. Den kretsar kring de två ungdomarna Akari och Takaki, deras relation och hur den påverkas av andra livshändelser.

## Handling och rollfigurer
Filmen utspelar sig i Japan under 1990-talet och handlar om ett par unga människors förhållande.

### Del 1: Ōkashō
Akari och Takaki är i tolvårsåldern när de skiljs åt genom Akaris föräldrars beslut att flytta till Tochigi. De skriver brev till varandra för att försöka behålla kontakten och sin relation. Efter ett år av separation ska de träffas igen, men Takaki fastnar i en snöstorm på vägen till Akari.

### Del 2: Cosmonaut
Takaki har flyttat till Tanegashima, där även Kanae lever, en obeslutsam tjej som inte kan bestämma sig för vad hon vill göra av sin framtid, och istället tillbringar hon sin tid med att försöka besegra vågorna genom surfning och från avstånd beundra Takaki djupt. I stadens rymdanläggning, Tanegashima Space Center, förbereds under tiden uppskjutningen av satelliten Elish som ska ta sig bortom solsystemet.

### Del 3: Byōsoku 5 centimetre
Vuxenlivet tär på Takaki, som arbetar hårt som programmerare men är disillusionerad med sitt liv som har förlorat allt som är vackert. Under tiden planerar Akari sitt bröllop med en annan man. När Takaki är på väg över ett järnvägsspår möts han av en kvinna som han känner igen, men när de båda vänder sig om för att se på varandra skärs deras synfält av ett tåg.

### Rollfigurer (urval)
- Takaki Tōno (japansk röst: Kenji Mizuhashi)
- Akari Shinohara (del 1: Yoshimi Kondō; del 3: Ayaka Onōe)
- Kanae Sumita (Satomi Hanamura)

## Produktion och distribution
Filmens första del visades på japanska Yahoo! för medlemmar av Yahoo! Premium mellan den 16 februari och 19 februari 2007. Den 3 mars hade filmen premiär på biografen Cinema Rise i Shibuya i Tokyo, och den släpptes på DVD den 19 juli. Filmen består av tre delar – Ōkashō (桜花抄), Cosmonaut (コスモナウト) och Byōsoku go senchimētoru (秒速5センチメートル) – och är sammanlagt är en timme lång. Som i Shinkais tidigare verk är musiken i filmen skriven av hans vän Tenmon.

## Medarbetare
- Regissör, författare och skapare: Makoto Shinkai
- Rollfigursformgivning och art director: Takayo Nishimura
- Bakgrundsteckningar: Takumi Tanji och Ryoko Majima
- Musik: Tenmon
- Ledmotiv: "One more time, one more chance" av Masayoshi Yamazaki
- Produktion och distribution: CoMix Wave, Inc.

Källor: 